# Shillington
Shillington è una cittadina nella contea di Berks in Pennsylvania con una popolazione di 5 059 abitanti al censimento del 2000, nascosta tra altri sobborghi alla periferia di Reading. È forse meglio conosciuta come il luogo in cui lo John Updike visse fino a 13 anni e su cui l'autore basò in seguito la descrizione della città immaginaria di Olinger in Pennsylvania.